# Platja de la Conxa
|  | Per a altres significats, vegeu «Platja de la Concha (Sant Sebastià)». |

La platja de la Conxa és una platja d'arena del municipi d'Orpesa a la comarca valenciana de la Plana Alta.
Limita al nord amb la Punta de la Cova i al sud amb les cales Orpesa la vella i Retó i té una longitud de 975 m, amb una amplària de 60 m.
Com el seu nom indica, és una platja amb forma de badia, la qual cosa la protegix dels vents i corrents per la seua configuració natural. Se situa en un entorn urbà, disposant d'accés per carrer. Compta amb passeig marítim i pàrquing delimitat, així com accés per a minusvàlids. És una platja abalisada, amb zona per a l'eixida d'embarcacions.
Compta amb el distintiu de Bandera Blava des de 1994 i amb certificat ISO 14001.